# Український публіцистично-науковий інститут
Украї́нський публіцисти́чно-науко́вий інститу'т (УПНІ) — заснований у США, з ініціативи М. Шлемкевича, з метою інформувати український загал і міжнародну опінію про актуальні українські питання, інститут.
Перший осередок створився в Чикаго 1961 року, де був і осідок дирекції інституту; згодом постало 11 осередків, у тому числі — і в Канаді. Праця УПНІ виявилася головно в публікаціях англійською («Ukrainian Problem and Simon Petlura» А. Дероша і «Jewish National Autonomy in Ukraine 1918 — 1920» С. Ґольдельмана та ін.) та українською («Громадські організації в СРСР» А.Білинського) мовами. Видано також серію інформативних брошур. УПНІ очолювали М. Шлемкевич і Т. Лапичак. Перестав існувати у 1976 році.